# غفور گرشاسبی
غفور گرشاسبی(زاده ۱۳۳۴ در تهران) در اولین دوره مجلس شورای اسلامی به نمایندگی مردم بندر لنگه انتخاب شد. او در زمان انتخاب شدن مدرک لیسانس بهداشت عمومی داشت.
گرشاسبی در انتخابات مجلس توانست با کسب ۲۸٬۱۳۷ رای برابر با۸۳/۹ درصد آرا در انتخابات میاندوره‌ای به مجلس راه یابد.
از مواردی که از او در مجلس اول یاد می‌شود حمله به علی اکبر معین فر نماینده تهران در زمان نطق هاشم صباغیان نقش است.
بعد از اولین دوره مجلس گرشاسبی روزنامه غیردولتی و مستقل ابرار را تأسیس کرد. وی صاحب امتیاز و مدیر مسئول روزنامه ابرار در سال‌های ۶۴ تا ۷۲ بوده است. سپس امتیاز روزنامه عصر آزادگان را در دوره اصلاحات اخذ کرد. این روزنامه از روزنامه‌های جناح اصلاح طلب بود که در در ۴ اردیبهشت ۱۳۷۹ توقیف شد.